# Philedia
Philedia är ett släkte av fjärilar. Philedia ingår i familjen mätare.
Kladogram enligt Catalogue of Life:
| Philedia | \| \| Philedia connecta \| \| \| \| \| \| Philedia punctomacularia \| \| \| \| |
|          | \| \| Philedia connecta \| \| \| \| \| \| Philedia punctomacularia \| \| \| \| |
|          | Philedia connecta                                                              |
|          |                                                                                |
|          | Philedia punctomacularia                                                       |
|          |                                                                                |